# Larrivière-Saint-Savin
Larrivière-Saint-Savin település Franciaországban, Landes megyében. Lakosainak száma 588 fő (2022. január 1.). Larrivière-Saint-Savin Bordères-et-Lamensans, Buanes, Classun, Fargues, Grenade-sur-l’Adour, Montgaillard, Renung és Saint-Maurice-sur-Adour községekkel határos.

## Népesség
A település népességének változása:
| Lakosok száma | 622  | 547  | 550  | 571  | 608  | 627  | 657  | 615  | 594  | 588  |
|               | 1968 | 1982 | 1990 | 2006 | 2013 | 2015 | 2017 | 2019 | 2020 | 2022 |